# Matteo Bernardi (taekwondoka)
Matteo Bernardi (Padova, 6 ottobre 1990) è un taekwondoka italiano.

## Carriera
Atleta dell'ASD Tkd Academy di Abano Terme, nel maggio del 2016 a Rimini diventa campione italiano nella specialità Forme individuali Senior. Dopo questo successo, ad ottobre partecipa alla sesta edizione della Taekwon-do World Cup organizzata dalla International Taekwon-Do Federation a Budapest dove, dopo aver battuto il giapponese Takumi Kobayashi e gli ungheresi Adàm Odor e Zoltàn Palatin, conquista la medaglia d'oro.